# Odznaka Ofiarnych O.K.O.P.
„Odznaka Ofiarnych” O.K.O.P. 1920 r. – polskie odznaczenie nadawane przez Obywatelski Komitet Obrony Państwa za udział w wojnie polsko-bolszewickiej.

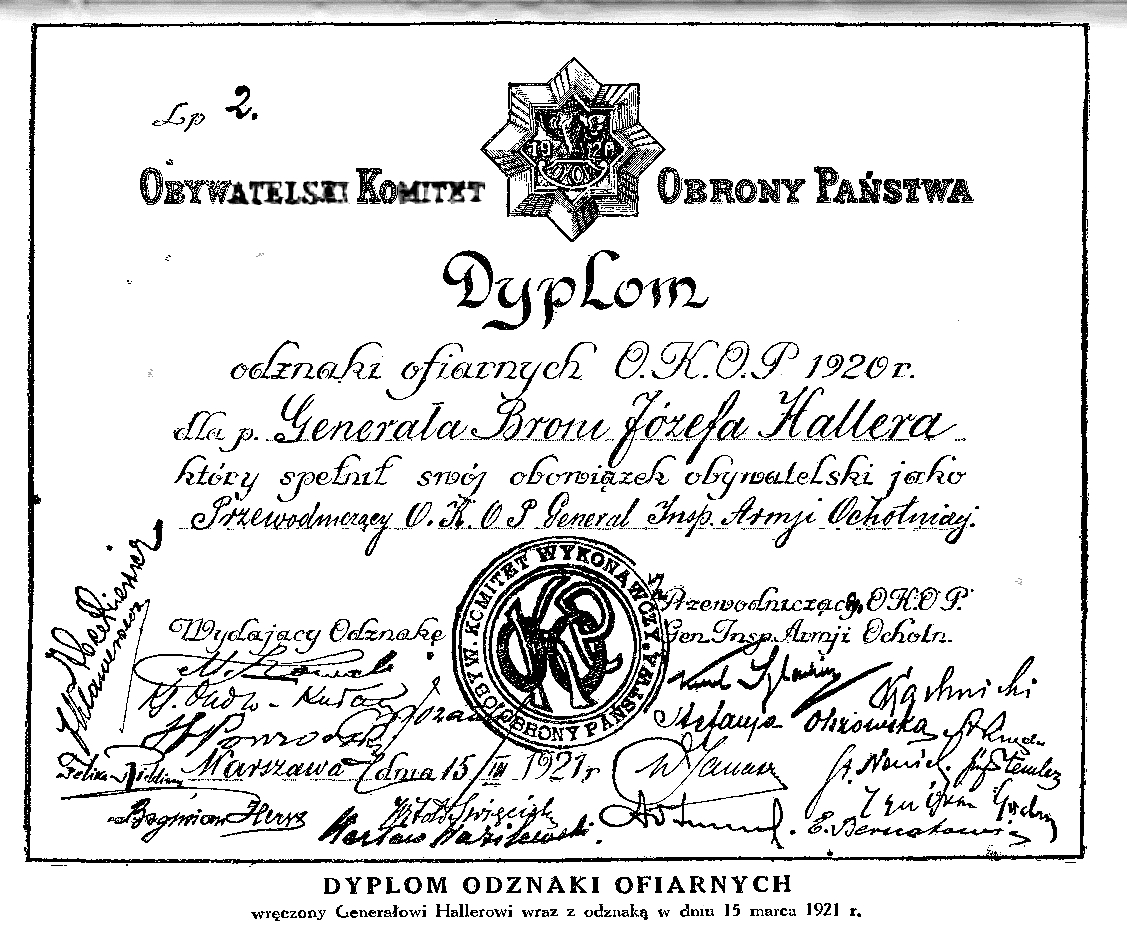
Dyplom odznaki dla Józefa Hallera

## Opis
Na posiedzeniu 25 października 1920 Obywatelskiego Komitetu Obrony Państwa celem utrwalenia w społeczeństwie pamięci dni Cudu nad Wisłą postanowiono wybić odznakę pamiątkową dla tych, którzy czy to z bronią w ręku na froncie czy odpowiedzialną pracą w kraju, przyczynili się do odparcia najazdu. „Odznaka Ofiarnych” O.K.O.P. 1920 r. została ustanowiona przez Obywatelskiego Komitetu Wykonawczego Obrony Państwa dla upamiętnienia ofiarnego odruchu społeczeństwa w czasie napadu bolszewickiego na Polskę latem 1920 roku.
Na posiedzeniu Komitetu 13 listopada 1920 został zatwierdzony projekt odznaki, ktrego autorem był Jan Raszka. Regulamin odznaczenia został zatwierdzony na 29. plenarnym posiedzeniu O.K.W.O.P. 22 marca 1921. Odznaka była przewidziana dla wyróżnienia ochotników i tych, którzy w kontakcie z O.K.O.P. nieśli pomoc swoją walczącej armii. Jako nazwę odznaczenia przyjęto Odznaka Ofiarnych O.K.O.P..
Wykonana z białego metalu odznaka miała kształt ośmiokątnej reduty z orłem polskim i napisami O.K.O.P 1920 r.. Odznaka mogła być noszona na amarantowo-białej rozetce. Do odznaki był dołączany dyplom imienny, na którym widniał podpis przewodniczącego O.K.O.P., Generalnego Inspektora Armii Ochotniczej gen. Józefa Hallera.
Prawo do otrzymania i noszenia odznaki mieli:
1. żołnierze i oficerowie Armii Ochotniczej, którzy stawili się na odezwę z 6 lipca 1920, wzywającą do szeregów,
2. osoby, które między 1 lipca a 1 października 1920 przez ciąg co najmniej jednego miesiąca brały osobisty udział w jakiejkolwiek formie w pracach O.K.O.P. lub w instytucjach zarejestrowanych w O.K.O.P., a przez to swoją pracą społeczno-narodową do odparcia najazdu się przyczyniły[3][2][1].

Odznakę wydawała Komisja „Odznaki Ofiarnych” przy Obywatelskim Komitecie Wykonawczym Obrony Państwa, ul. Kredytowa 4 w Warszawie. Komisja składała się z pięciu osób: przewodniczącego gen. J. Hallera, przedstawiciela Generalnego Inspektora Armii Ochotniczej i trzech członków O.K.O.P. wybranych przez plenum. Komisja prowadziła księgę, w której indeksowano odznaczonych. Odznaki były wydawane za opłatą. 
22 marca 1921 do składu Komisji Odznaki Ofiarnych zostali wybrani: gen. broni. Józef Haller, ppłk dr Michał Wyrostek, szef Sztabu Generalnego Armii Ochotniczej oraz członkowie O.K.W.O.P. Karol Szlenkier, Stanisław Nowicki, Mieczysław Kowalski.
Pierwszym odznaczonym odznaką był gen. broni. Józef Haller. Do 15 maja 1922 wydano 26 650 odznak (17 340 byłym ochotnikom i 9 310 cywilom).